# Patricia de Lille

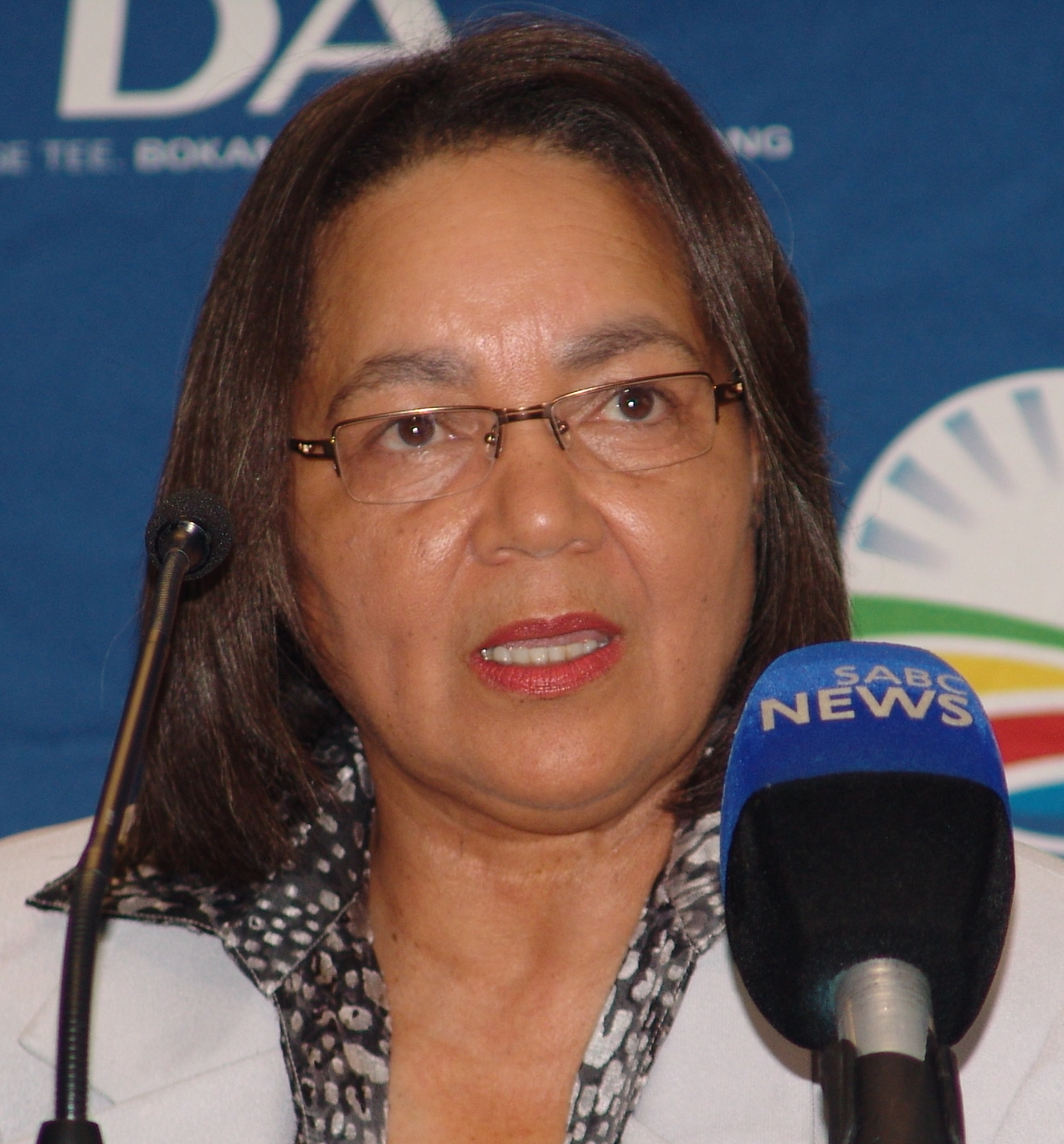
Patricia de Lille (2011)

Patricia de Lille (* 17. Februar 1951 in Beaufort West) ist eine südafrikanische Politikerin. Sie war von 2011 bis 2018 Bürgermeisterin der Metropolgemeinde City of Cape Town, meist als Kapstadt bezeichnet. Sie war die Vorsitzende der Independent Democrats (ID), einer südafrikanischen politischen Partei, die 2003 als Abspaltung des Pan Africanist Congress (PAC) gegründet worden war und in der Democratic Alliance (DA) aufging. Da die ID erst 2014, unmittelbar vor den Parlamentswahlen, aufgelöst wurde, gehörte Patricia de Lille mehrere Jahre beiden Parteien an. Im Mai 2018 wurde sie aus der DA ausgeschlossen, so dass sie das Amt der Bürgermeisterin verlor. Ihr Ausschluss aus der DA wurde jedoch eine Woche später vom Berufungsgericht der Provinz Westkap aufgehoben, wodurch de Lille vorläufig in das Amt zurückkehren konnte. Ende Juni 2018 bestätigte das Gericht, dass de Lille DA-Mitglied und somit Bürgermeisterin sei. Am 31. Oktober 2018 trat de Lille jedoch als Bürgermeisterin zurück und aus der Demokratischen Allianz aus.  Am 2. Dezember 2018 gründete sie die Partei Good. Am 29. Mai 2019 kündigte Präsident Cyril Ramaphosa an, dass de Lille seinem Kabinett als Ministerin für öffentliche Arbeiten und Infrastruktur angehören soll.

## Leben
Patricia de Lille wuchs mit sechs Geschwistern auf. Sie arbeitete als Labortechnikerin in Kapstadt und trat der Südafrikanischen Chemiearbeiter-Gewerkschaft (South African Chemical Workers Union) bei, 1983 wurde sie in deren Vorstand gewählt. 1988 wurde sie zur Vize-Präsidentin des Nationalen Rats der Gewerkschaften (National Council of Trade Unions (NACTU)) gewählt. Dies war die höchste Position, die eine Frau damals in der Gewerkschaftsbewegung innehatte.
In den 1990er Jahren wurde sie Vorstandsmitglied des Pan Africanist Congress und leitete dessen Delegation in den Verhandlungen zur südafrikanischen Verfassung, welche den ersten demokratischen Wahlen 1994 vorausgegangen waren. Von 1994 bis 1999 stand sie dem Verkehrsausschuss des Parlaments vor und war außerdem Chief Whip des Pan Africanist Congress. 1999 deckte sie den SANDF Arms Deal Scandal auf – dabei ging es um Korruption in Regierungskreisen bei der Beschaffung von Waffen für die South African National Defence Force. 2003 gründete sie als erste Südafrikanerin eine politische Partei, die Independent Democrats, die bereits bei der Gründung durch Floor crossing mehrere Abgeordnete in der Nationalversammlung hatte. Am 15. August 2010 gab Patricia de Lille die Vereinigung von ID und DA bekannt. Am 1. Juni 2011 wurde sie Bürgermeisterin von Kapstadt und trat damit die Nachfolge von Dan Plato an.
Im September 2017 beschränkte sie gegen den Willen ihres Parteifreundes Jean-Pierre Smith die Aufgaben der örtlichen Sonderermittlungseinheit. Anschließend wurde sie beschuldigt, die Sicherheitseinrichtungen ihrer Privaträume mit öffentlichen Mitteln ausgebaut zu haben. Eine Untersuchung durch den südafrikanischen Auditor-General kam zu dem Schluss, dass sie rechtmäßig gehandelt habe. Dennoch warf ihr die DA Fehlverhalten (misconduct) vor, darunter Einschüchterung und kriminelles Verhalten. Am 15. Februar 2018 überstand sie im Stadtrat ein Misstrauensvotum ihrer Partei mit einer Mehrheit von einer Stimme. Am 8. Mai 2018 wurde sie nach einer internen Abstimmung aus der DA ausgeschlossen. Nach Ansicht der DA verlor sie damit ihr Bürgermeisteramt und wurde kurzzeitig durch ihren Stellvertreter Ian Neilson (DA) ersetzt. Am 27. Juni 2018 wurde sie per Beschluss des Western Cape High Court als DA-Mitglied und Bürgermeisterin bestätigt. Sie stimmte im August 2018 zu, bis Ende Oktober des Jahres ihr Bürgermeisteramt abzugeben. Im Oktober 2018 kamen neue Informationen ans Tageslicht, wonach ihr kein Fehlverhalten nachzuweisen sei und De Lille deshalb im Amt bleiben könne. Am 31. Oktober trat sie jedoch als Bürgermeisterin von Kapstadt zurück und am 6. November 2018 übernahm ihr Vorgänger Dan Plato erneut das Amt. Am 2. Dezember 2018 gründete sie in Johannesburg die Partei Good, die zu den kommenden Parlamentswahlen im Mai 2019 antrat und zwei Mandate erlangte. De Lille wurde daraufhin in das Kabinett Ramaphosa II aufgenommen, obwohl sie nicht auf der Liste des ANC stand. Bei der Wahl zur Nationalversammlung am 29. Mai 2024 wurde sie als einzige Abgeordnete der GOOD Party in die südafrikanische Nationalversammlung gewählt.
De Lille ist seit 2021 verwitwet. Mit ihrem Mann Edwin de Lille († 2021) hat sie zwei Kinder.

## Werke
- mit Craig Kesson: View from City Hall: reflections on governing Cape Town. Jonathan Ball, Johannesburg 2017, ISBN 978-1-86842-786-4.